# 外冈镇
外冈镇，是中华人民共和国上海市嘉定區下辖的一个乡镇级行政单位。面积50.95平方公里。户籍人口3.11万人（2008年）。

## 行政区划
外冈镇下辖以下居委会及村委会：
杏花社区、外冈新苑社区、岗峰村、外冈村、管家村、施晋村、陈周村、徐秦村、大陆村、北龚村、甘柏村、葛隆村、古塘村、泉泾村、中泾村、望新村、周泾村、杨甸村、长泾村、马门村和巨门村。